# Retkek éjszakája
A retkek éjszakája (spanyolul noche de rábanos) a mexikói Oaxaca állam fővárosának, Oaxaca de Juáreznek az egyik leghíresebb fesztiválja, amit minden év december 23-án tartanak. Nevét onnan kapta, hogy fő látványossága a különféle retkekből készült faragványok bemutatója és versenye, de emellett felvonultatnak őszirózsából és kukoricacsuhéból készült alkotásokat is.

## Története
Oaxacában nagy hagyománya van a gasztronómiának, különösen az ünnepi ételek készítésének. Karácsonyra többek között különféle salátákat szoktak készíteni, amelyek alapanyagait a Trinidad de las Huertasban és végig az Atoyac folyó partjain termelték meg. Különösen kedvelték a retket, mivel szép díszeket lehetett belőlük készíteni ezekre a salátákra. A retkek éjszakája is abból a szokásból ered, hogy a karácsony előtti este minden évben vásárokat szoktak tartani, ahol az emberek beszerezhették a következő napokra szükséges élelmiszereket, köztük a retket is. 1897-ben, amikor Francisco Vasconselos volt Oaxaca községi elnöke, versenyt is hirdettek a zöldségesek között, hogy ezzel is ösztönözzék az ágazat fejlődését. Mindjárt az első, a Plaza de Marquésen vagy Plaza de las Armason (a mai Jardín de la Constituciónban) megtartott ilyen verseny nagy sikerrel zárult, ezért nem volt kétséges, hogy folytatják is, állandó helyszínül pedig a központban elhelyezkedő Zócalót jelölték ki.
A múltban sokféle különböző retket termesztettek a környéken, négy fő fajtájuk a kreol (nagy és fehér), a chihuahuai, a cambray és a nagy és vastag „külföldi” volt. Valószínűleg régebben a kreol fajtát használták legszívesebben, mivel annak változatos alakja volt, és még nedvesebb helyen tartva is viszonylag sokáig bírta úgy, hogy nem rohadt meg. A retkeket akár már egy héttel az esemény előtt is meg szokták faragni, majd, hogy a kiszáradástól védjék, beburkolták őket valami nedves takaróval. A kreol fajta azonban az idő múlásával teljesen eltűnt (még magok sem maradtak, hogy újra vissza lehessen hozni a termesztésbe), ezért másik típusokkal kellett kísérletezni. Ez viszont új technikákat is megkívánt: kevésbé a faragást, inkább a piros héj és a fehér belső kontrasztja segítségével kialakított díszítést tették hangsúlyosabbá. A retkek megfaragása nem könnyű munka (még jó fafaragók is lemondtak a vele való kísérletezéssel, amikor megtapasztalták), ráadásul a rövid eltarthatóság miatt az idő is kevés az alkotások elkészítésére, ezért egy-egy installáció létrehozásában rendszerint egy-egy egész család részt vesz.
Az évek múlásával a korábbi zöldségeskerteket a növekvő város bekebelezte, mindenhol lakóterületeket jelöltek ki. Hogy emiatt ne kerüljön veszélybe a hagyomány, a hivatalok is beavatkoztak: a versenyre előzetesen bejelentkezőknek nem kell maguknak megtermelniük a zöldséget, hanem ingyen megkapják a szükséges retket.

## A fesztivál napjainkban

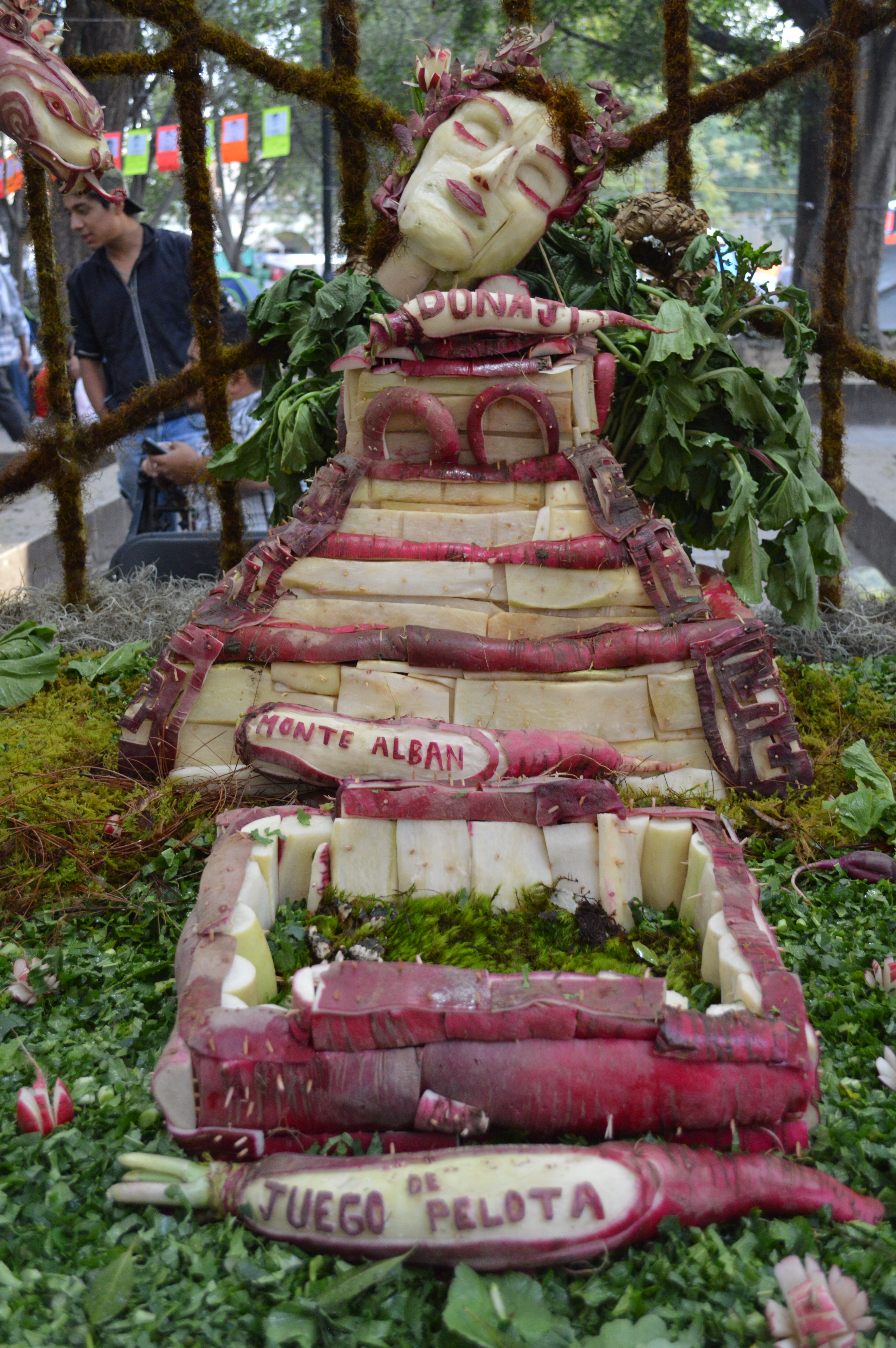
Egy 2014-es, retekből készült alkotás

A különleges rendezvény mára nagy hírnévre tett szert. A sok jelentkező miatt már nem csak hagyományőrző (karácsonyi jeleneteket vagy például helyi ünnepeket, táncokat megjelenítő), hanem úgynevezett „szabad” kategóriában is hirdetnek versenyt, ahol a kreativitásnak semmi sem szab határt, igaz, ennek a kategóriának a díjazása sokkal szerényebb.
A fesztiválon ma már nem csak retkekből készült alkotások láthatók, hanem a rendezvény második részében nádból készült vázra virágokból (főleg őszirózsafélékből) és kukoricacsuhéból (helyi, indián nevén totomoxtle) készült összeállítások is, köztük sok vallási témájú ábrázolás. Ezeknek a hagyománya San Antonio Ocotlánból és környékéről ered. Többségük rendkívül színes és látványos, de van olyan típusuk is, ahol semmilyen színt nem használnak a száraz kukoricacsuhé saját sárgás színén kívül.
A fesztivált kiegészítő programok között megtalálható például a cotompinto nevű lottószerű szerencsejáték, valamint lehetőség van jellegzetes helyi édességek és a mezcal megkóstolására is, a rendezvény végén sorra kerülő zenés eredményhirdetést pedig tűzijáték zárja.